# Virus de la enfermedad de la selva de Kyasanur
El virus de la enfermedad de la selva de Kyasanur es una especie de virus del género Flavivirus, de la familia Flaviviridae grupo IV causa la enfermedad de Kyasanur.